# Taher Elgamal

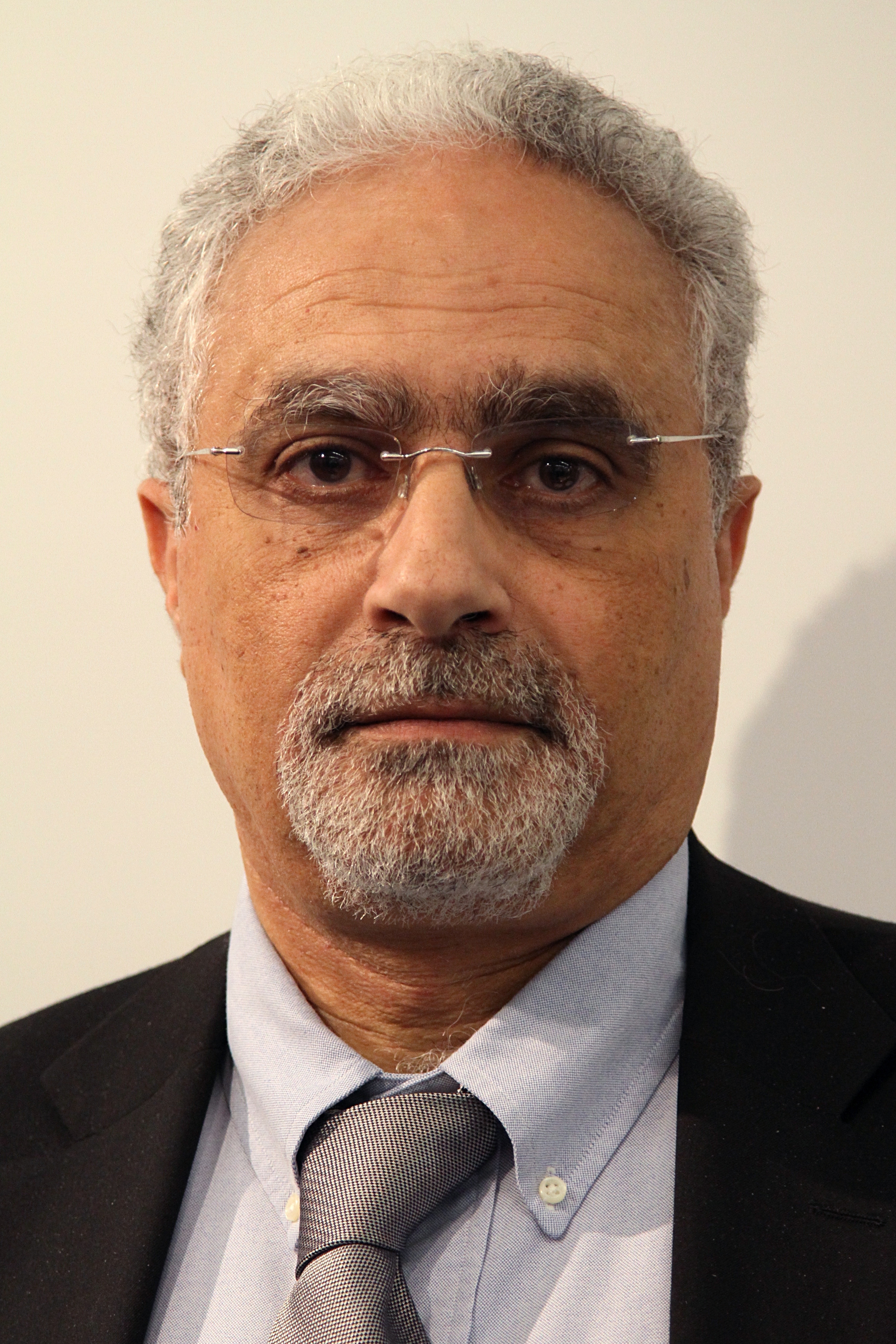
Taher Elgamal (2010)

Taher Elgamal (arabisch طاهر الجمل, DMG Ṭāhir al-Ǧamal; * 18. August 1955 in Kairo) ist ein ägyptischer Kryptologe.

## Leben
Er studierte an der Universität Kairo Elektrotechnik und schloss dort 1981 mit dem Bachelor of Science ab. An der Stanford University erlangte er den Master of Science und Ph.D. in Informatik.
Er veröffentlichte 1985 seinen Aufsatz A Public Key Cryptosystem and a Signature Scheme based on Discrete Logarithms, in welchem das nach ihm benannte Elgamal-Kryptosystem beschrieben wird. Zu seinen zahlreichen Beiträgen zur Kryptologie gehören der Digital Signature Algorithm, das Kreditkarten-Zahlungssystem SET und das SSL-Protokoll.
Taher Elgamal arbeitete von 1995 bis 1998 als Chef-Wissenschaftler für Netscape.
1998 gründete er eine eigene Firma (Securify Inc), die sich mit Computersicherheit befasst.
Er ist Mitglied in den Aufsichtsräten verschiedener Computerfirmen und einer der Direktoren von RSA Security. Seit 2013 ist er CTO von Salesforce.com.
Für 2019 wurde ihm zusammen mit Paul C. Kocher der Marconi-Preis zugesprochen. 2022 wurde Elgamal in die National Academy of Engineering gewählt.

## Schriften
- A public key cryptosystem and a signature scheme based on discrete logarithms. In: IEEE Trans. Inform. Theory, 31, 1985, no. 4, S. 469–472.